# لئون توم
لئون توم (فرانسوی: Léon Thome‎) سوارکار اهل فرانسه بود. از افتخارات وی میتوان به کسب مدال برنز در بازی‌های المپیک تابستانی ۱۹۰۰ اشاره کرد.